# Джонсон, Рафер
Рафер Льюис Джонсон (англ. Rafer Lewis Johnson; 18 августа 1935 года — 2 декабря 2020) — американский легкоатлет и киноактёр, олимпийский чемпион в десятиборье 1960 года, серебряный призёр Олимпийских игр 1956 года, чемпион Панамериканских игр 1955 года. В 1960 году нёс на Олимпиаде флаг сборной США, в 1984 году зажёг огонь на Олимпийских играх 1984 года в Лос-Анджелесе.
Рафер Джонсон был среди людей, скрутивших Серхана Серхана после покушения на Роберта Кеннеди.
Закончив спортивную карьеру, Джонсон использовал свою известность, чтобы сниматься в кино, работать спортивным комментатором и заниматься общественной деятельностью. Он стоял у истоков калифорнийской Специальной Олимпиады.

## Ранние годы
Рафер Льюис Джонсон родился в Хилсборо, штат Техас. Когда Раферу было пять лет, его семья переехала в Кингсбург, штат Калифорния. Некоторое время они были единственными чернокожими жителями этого города. Будучи универсальным спортсменом, Рафер играл в футбольной, бейсбольной и баскетбольной командах старшей школы Кингсборо. Также его неоднократно избирали президентом класса. В 16 лет Рафер увлёкся десятиборьем, вдохновившись примером двукратного олимпийского чемпиона Мэтиас, Роберт, жившего в городе Тулар в 40 км от Кингсбурга. В тот момент он сказал тренеру: «Я способен победить большинство этих парней».
Рафер Джонсон в первые участвовал в соревнованиях в 1954 году, только что поступив в Калифорнийский университет в Лос-Анджелесе (UCLA). Он показал впечатляющий спортивный рост: уже в четвёртом состязании он побил мировой рекорд. Он вступил в Пи-Лямбда-Фи, первое в США братство, принимавшее чернокожих, и стал президентом группы. В 1955 году Джонсон выиграл золотую медаль на Панамериканских играх в Мехико.
На летних Олимпийских играх 1956 года в Мельбурне Джонсон квалифицировался в десятиборье и прыжках в длину. Однако из-за травмы он не смог соревноваться в прыжках в длину, но тем не менее в десятиборье поднялся до второго места, уступив только соотечественнику Милту Кэмпбеллу. После этого он ни разу не проигрывал.
Из-за травм Джонсон пропустил сезоны 1957 и 1959 годов (последний — из-за последствий дорожной аварии). Венцом его карьеры стала победа на летних Олимпийских играх 1960 года в Риме. Главным соперником Джонсона был десятиборец из Китайской Республики Ян Чуаньгуан. Этот спортсмен также учился в UCLA и тренировался вместе с Джонсоном на университетском стадионе. Между спортсменами существовали дружеские отношения. Во время соревнований лидерство попеременно переходило то к одному, то к другому, но перед последним видом Джонсон имел небольшое преимущество перед Яном. Однако тайванец превосходил Джонсона в беге на 1500 м, который завершал программу. Но Джонсону удалось сохранить преимущество и выиграть золотую медаль. После этой победы Джонсон завершил свою спортивную карьеру.
В UCLA Джонсон также играл в баскетбольной команде под началом легендарного тренера Джона Вудена и провёл сезон 1959-60 года в мужской сборной.
В 1959 году клуб «Лос-Анджелес Рэмс» выбрал Джонсона в 28 раунде драфта (333 в общем порядке) в качестве раннинбека.

## Карьера в кино и на телевидении
Во время подготовки с Олимпийским играм в Риме Кёрк Дуглас, актёр и друг Джонсона, предложил ему роль эфиопского гладиатора Драбы в фильме «Спартак». Джонсон сперва согласился, но затем был вынужден отказаться, поскольку Amateur Athletic Union посчитал, что эта работа сделает Джонсона профессиональным спортсменом и лишит возможности участвовать в Олимпиаде. В результате роль досталась другому известному спортсмену из UCLA — Вуди Строуду.
В 1960 году Рафер Джонсон начал сниматься в кино и работать спортивным комментатором. В сезоне 1963—1964 годов он сыграл роль в сериале ABC о студенческой жизни Channing. Он несколько раз исполнял роли в фильмах, включая роль агента DEA в фильме о Джеймсе Бонде «Лицензия на убийство». В начале 1970-х Джонсон работал штатным комментатором, освещая спортивные новости Лос-Анджелеса, но в конце концов переключился на другие интересы.

## Политика и благотворительность
Короткое время Рафер Джонсон работал в Корпусе мира сразу после его образования в 1961 году. В 1968 он участвовал в предвыборной кампании Роберта Кеннеди. Когда Серхан Серхан выстрелил в Кеннеди, Джонсон был одним из тех, кто схватил и обезоружил стрелявшего. Этот эпизод описан в автобиографии Джонсона «The Best That I Can Be», изданной в 1998 году.
В 1969 году Рафер Джонсон основал Специальную Олимпиаду Калифорнии и вошёл в её совет директоров. Это произошло после посещения в 1968 году первой Специальной Олимпиады в Чикаго, проведённой основателем движения Юнис Кеннеди Шрайвер. Первые соревнования в Калифорнии были проведены в 1969 году в Los Angeles Memorial Coliseum, в них приняли участие более 900 спортсменов с ограниченными интеллектуальными возможностями. В 1983 году Джонсон стал президентом Специальной Олимпиады и оставался в должности до 1992 года, когда занял кресло председателя совета директоров.

## Личная жизнь
У Рафера Джонсона есть брат Джимми, включённый в Зал славы профессионального футбола. Дочь Джонсона, Дженнифер, участвовала в летних Олимпийских играх 2000 года в Сиднее за команду США по пляжному волейболу. Параллельно она училась в UCLA.

## Признание
В 1958 году Джонсон был назван спортсменом года по версии журнала Sports Illustrated.
В 1960 году он стал обладателем Премии Джеймса Салливана как лучший атлет-любитель Соединённых Штатов. Это была первая награда, вручённая афроамериканцу.
В 1984 году Джонсон был выбран, чтобы зажечь Олимпийский огонь на летних Олимпийских играх 1984 года в Лос-Анджелесе.
В 1994 году Рафера Джонсона включили в первый набор World Sports Humanitarian Hall of Fame
В 1998 году ESPN назвал Джонсона одним из 100 величайших североамериканских спортсменов XX века
В 2006 году NCAA объявила Джонсона одним из 100 самых влиятельных студентов-атлетов последних 100 лет.
25 августа 2009 года губернатор Калифорнии Арнольд Шварценеггер и Мария Шрайвер объявили, что Рафер Джонсон будет одним из 13 избранных в Зал славы Калифорнии, посвящённая которым выставка в Калифорнийском музее продлится целый год. Церемония состоялась 1 декабря 2009 года в Сакраменто.
В 2010 году Джонсон был удостоен «Премии Фернандо за гражданские достижения» от Фонда Фернандо.
Джонсон является членом The Pigskin Club of Washington, D.C. National Intercollegiate All-American Football Players Honor Roll. В честь него названа школа в Кингсбурге, а также школа и детский центр в Бейкерсфилде. В последней школе, имеющей класс для детей с ограничеснными возможностями, ежегодно проводится День Рафера Джонсона. Джонсон лично выступает на нём с обращением к ученикам и проводит спортивные соревнования. В 2011 году Джонсон был включён в окружной зал славы бейкерсфилдских школ. Помимо этого, Рафер Джонсон является советником по спорту у Дэна Герреро, спортивного директора UCLA.

## Фильмография
- Дикарь (1961)
- Лицензия на убийство (1989)
- Думай по-крупному (1989)